# Keri Russell
Keri Lynn Russell (født 23. marts 1976 i Fountain Valley, Californien) er en amerikansk skuespiller.
En af Russells første store gennembrudsroller var i dramaserien Felicity (1998–2002), der sikrede hende en Golden Globe Award, foruden hun også senere portrætterede Elizabeth Jennings i spionthrillerserien The Americans (2013–2018), som også skaffede hende nomineringer til flere Primetime Emmy og Golden Globe Awards.
Derudover har hun også medvirket i andre film som Honey, I Blew Up the Kid (1992), We Were Soldiers (2002), Mission: Impossible III (2006), Waitress (2007), August Rush (2007), Dawn of the Planet of the Apes (2014), Star Wars: The Rise of Skywalker (2019), Antlers (2021), and Cocaine Bear (2023). I 2023 spillede hun hovedrollen i den politiske drama-serie The Diplomat, hvor hun også var nomineret til en Primetime Emmy Awards.
Russell modtog i 2017 en stjerne på det famøse Hollywood Walk of Fame.